# Jaime Rodríguez Salazar
Jaime Rodríguez Salazar (ur. 15 czerwca 1939 w La Luz) – meksykański duchowny rzymskokatolicki posługujący w Peru, w latach 2005–2016 biskup Huánuco, kombonianin.

## Życiorys
Święcenia kapłańskie przyjął 3 lipca 1966. 16 grudnia 2004 został prekonizowany biskupem Huánuco. Sakrę biskupią otrzymał 3 kwietnia 2005. 12 maja 2016 przeszedł na emeryturę.